# Valenciennea sexguttata
Espèce
Synonymes
- Eleotriodes pallidus Klausewitz, 1960
- Eleotriodes sexguttatus (Valenciennes, 1837)
- Eleotris lantzii Thominot, 1878
- Eleotris sexguttata Valenciennes, 1837
- Salarigobius stuhlmannii Pfeffer, 1893
- Valencienea sexguttata (Valenciennes, 1837)
- Valenciennea sexguttatus (Valenciennes, 1837)
- Valenciennea violifera Jordan & Seale, 1906

Le Gobie à six taches  Valenciennea sexguttata est une espèce de poissons du genre Valenciennea appartenant à la famille des Gobiidae.
Il est commun en aquariophilie où il est maintenu en bac récifal.

## Description
Valenciennea sexguttata ont une forme fusiforme de couleur blanc nacré.
Il possède six points bleutés sur chaque joues. La première nageoire dorsale se termine par une petite tache sombre.
Ces poissons ne sont généralement pas agressifs, mais ils peuvent activement protéger leur territoire de leurs congénères.
Ils peuvent atteindre une longueur de 14 cm.

## Répartition géographique
Valenciennea sexguttata est originaire de l'Océan Indien, de la Mer Rouge, du Golfe Persique, de l'océan Pacifique et l'Afrique de l'Est jusqu'à l'Australie